# Alois Blumauer
Aloys Blumauer, connu sous le nom d’Alois Blumauer ou Johannes Aloisius Blumauer, né le 21 décembre 1755 à Steyr et mort le 16 mars 1798 à Vienne, est un homme de lettres autrichien.

## Biographie
Blumauer était rédacteur en chef du Wiener Realzeitung, poète et dramaturge.
Egalement franc-maçon, il était membre de la loge viennoise Zur wahren Eintracht et membre des Illuminés de Bavière sous le nom d'Hermonius.

On lui doit une parodie de l'Énéide de Virgile, dans le style du Virgile travesty en vers burlesques de Scarron, de la Pucelle de Voltaire ou de la Boucle de cheveux enlevée de Pope (1712), qui fut lu avec enthousiasme et aussitôt traduit en nombre de langues européennes.
Il a également écrit sous les noms de plume A. Auer et Aloys Obermayer.

## Source
- Gustave Vapereau, Dictionnaire universel des littératures, Paris, Hachette, 1876, p. 277
- Notices d'autorité :   - VIAF
  - ISNI
  - BnF (données)
  - IdRef
  - LCCN
  - GND
  - Japon
  - CiNii
  - Pays-Bas
  - Pologne
  - Israël
  - NUKAT
  - Suède
  - Vatican
  - Croatie
  - Tchéquie
  - Portugal
  - Grèce
  - WorldCat